# Мала Єрикла
Мала Єрикла́ (рос. Малая Ерыкла, чув. Тип Тимĕш) — присілок у складі Яльчицького району Чувашії, Росія. Входить до складу Сабанчинського сільського поселення.
Населення — 209 осіб (2010; 296 у 2002).
Національний склад:
- чуваші — 100 %